# Harfnerlied des Antef
Das Harfnerlied des Antef ist ein Werk der altägyptischen Literatur aus dem Neuen Reich und gilt in seiner modifizierten Form der kritischen Auseinandersetzung mit dem Totenkult als klassische Vorlage aller folgenden Harfnerlieder.

## Überlieferung
Das Lied ist in zwei Fassungen überliefert. Die ältere datiert in die Amarnazeit (späte 18. Dynastie) und besteht aus einer stark beschädigten Inschrift im Grab des Paitenemhab in Sakkara. Der Text ist eine Beischrift zur bildlichen Darstellung eines blinden Harfners und eines Flötenspielers. Die gesamte Darstellung befindet sich heute in Leiden.
Bei der jüngeren Fassung handelt es sich um eine Niederschrift auf der Vorderseite (recto) des Papyrus Harris 500 aus der Regierungszeit von Sethos I. oder Ramses II. (19. Dynastie). Der Text ist hier vollständig erhalten und wird von einer Sammlung von Liebesliedern umrahmt. Die beiden Fassungen sind textlich identisch.
Im Lied selbst wird als Urfassung eine Inschrift im Grab eines Königs Antef genannt. Mehrere Könige dieses Namens regierten in der 11., 13. und 17. Dynastie. Bisher wurde allerdings in keinem der bekannten Königsgräber eine solche Fassung gefunden. Möglich ist auch, dass hier, wie es häufig in Ägypten geschah, dem Text lediglich mehr Bedeutung verschafft werden sollte, indem er mit einem längst verstorbenen König in Verbindung gebracht wurde.

## Inhalt
Das Lied ist in wörtlicher Rede des Harfners geschrieben und beginnt mit einer kurzen Einleitung, in der König Antef gepriesen wird. Es folgt eine ernüchternde Darstellung des Begräbniskultes der vergangenen Generationen:

„Das Lied, das im Hause (König) Antefs, des Seligen, steht, vor dem (Bild des) Sängers zur Harfe. Glücklich ist dieser gute Fürst, nachdem das gute Geschick eingetreten ist. Geschlechter vergehen, andere kommen seit der Zeit der Vorfahren. Die Götter die vordem entstanden, ruhen in ihren Pyramiden. Die Edlen und Verklärten desgleichen sind begraben in ihren Pyramiden. Die da Häuser bauten, ihre Stätte ist nicht mehr. Was ist mit ihnen geschehen? Ich habe die Worte des Imhotep und des Hordjedef gehört, deren Sprüche in aller Munde sind. Wo sind ihre Stätten? Ihre Mauern sind zerfallen, sie haben keinen Ort mehr, als wären sie nie gewesen. Keiner kommt von dort, von ihrem Ergehen zu berichten, ihren Bedürfnissen zu erzählen, unser Herz zu beruhigen, bis auch wir gelangen, wohin sie gegangen sind. Du aber erfreue dein Herz und denke nicht daran. Gut ist es für dich, deinem Herzen zu folgen, solange du bist. Tu Myrrhen auf dein Haupt, kleide dich in weißes Leinen, salbe dich mit echtem Öl des Gotteskults, vermehre deine Schönheit, lass dein Herz dessen nicht müde werden. Folge deinem Herzen in Gemeinschaft deiner Schönen, tu deine Dinge auf Erden, kränke dein Herz nicht, bis jener Tag der Totenklage zu dir kommt. Der Müdherzige hört ihr Schreien nicht, und ihre Klagen holen das Herz eines Mannes nicht aus der Unterwelt zurück. Refrain: Feiere den schönen Tag, werde dessen nicht müde. Bedenke, niemand nimmt mit sich, woran er gehangen; niemand kehrt wieder, der einmal gegangen.“